# دار نشر جامعة واشنطن
دار نشر جامعة واشنطن هي دار نشر أكاديمية أمريكية. وهي قسم من أقسام جامعة واشنطن، ومقرها في سياتل. على الرغم من عمل القسم بشكل مستقل، إلا أنه عمل على مساندة جهود الجامعة في دعم متحف بورك للتاريخ الطبيعي والثقافة، وكلية هنري إم. جاكسون للدراسات الدولية، وكذلك مركز الابتكار والبحث في التعليم العالي. منذ عام 1915، نشرت الأعمال الأولى لكتاب، منهم طلاب شعراء وفنانين بالإضافة لمؤلفين بارزين في جميع أنحاء العالم في العلوم الإنسانية والفنون والعلوم.
تجري الأعمال اليومية للمنظمة بشكل مستقل عن الجامعة، ولكن يتم التحكم في البصمة من قبل لجنة من أعضاء هيئة التدريس يختارهم رئيس الجامعة. يجب أن تمر كل مخطوطة أو مسودة لعملية موافقة مشتركة يشرف عليها كلا من المحررون ولجنة الصحافة بالجامعة قبل اختيارها للنشر تحت اسم وبصمة مطبعة جامعة واشنطن. ما إن تتم الموافقة على مجموعة مختارة للنشر، تبدأ المنظمة في عملية الإنتاج، والتي تتضمن أعداد وتحرير النسخ، إلى جانب تصميم الغلاف والعروض الترويجية. بدلاً من الطباعة داخل الشركة، يُتَعاقد على جميع خدمات التركيب والطباعة والتجليد من خلال مرافق خارجية.

## خلفية
تأسست مطبعة جامعة واشنطن في عام 1915، كقسم من اقسام جامعة واشنطن. دار النشر مؤسسة غير ربحية وظيفتها الأساسية ترتكز على تعزيز التفاهم الثقافي من خلال البحث ونشر الأعمال الأكاديمية التي تحمل قيمة تاريخية. أول كتاب تم نشره كان حكام واشنطن والأقاليم والدولة، كتبه إدموند ميني. يعد اول كتاب نُشر تحت بصمة مطبعة جامعة واشنطن كان عبارة عن طبعة عام 1920 من قصائد هنري هوارد، إيرل ساري.

## الشراكة
لدى المنظمة شراكات نشر احترافية مع المتاحف والمطابع الجامعية في جميع أنحاء العالم، بما في ذلك كندا والصين وأستراليا. كما أنهم يعملون بشكل تعاوني مع دور النشر في جمهورية الصين الشعبية وروسيا. وتسمح لهم هذه الشراكات بتوزيع المنشورات على نطاق عالمي، حيث تمت ترجمة العديد من الأعمال إلى أكثر من عشر لغات. تعمل المنظمة على تعزيز العلاقات مع الناشرين الجامعيين الآخرين، من خلال عضويتهم في رابطة المطابع الجامعية، التي انضموا إليها في عام 1947. وقد استضافوا، جنبًا إلى جنب مع الجمعية، مؤتمرات للنشر وشاركوا في البرامج الإقليمية والوطنية على أساس سنوي. منذ إنشاء القسم، استمروا في تنمية وتطوير العلاقات مع الشركاء الإقليميين والوطنيين والعالميين، بما في ذلك المنظمات التالية.